# Meigenia aprica
Meigenia aprica là một loài ruồi trong họ Tachinidae.